# Angélica André
Angélica Maria Ribeiro André (Portimão, 13 de octubre de 1994) es un deportista portuguesa que compite en natación, en la modalidad de aguas abiertas.
Ganó una medalla de bronce en el Campeonato Mundial de Natación de 2024 y una medalla de bronce en el Campeonato Europeo de Natación de 2022, ambas en la prueba de 10 km.

## Palmarés internacional
| Campeonato Mundial | Campeonato Mundial | Campeonato Mundial | Campeonato Mundial |
| Año                | Lugar              | Medalla            | Prueba             |
| ------------------ | ------------------ | ------------------ | ------------------ |
| 2024               | Doha (Catar)       | Medalla de bronce  | 10 km              |
| Campeonato Europeo |                    |                    |                    |
| Año                | Lugar              | Medalla            | Prueba             |
| 2022               | Roma (Italia)      | Medalla de bronce  | 10 km              |